# Дрожжачих, Ростислав Олегович
Ростислав Олегович Дрожжачих (родился 18 ноября 1988) — российский спортсмен, чемпион Универсиады 2013 года по академической гребле.

## Биография
Участник чемпионата мира 2013 года, где стал девятым в гонке восьмёрок.
Участник четырёх чемпионатов Европы. В гонке восьмёрок был 4-м в 2011 году, 5-м — в 2012 году и 9-м — в 2013 году. В 2014 году был 6-м в гонке четвёрок без рулевого.
Чемпион Универсиады в Казани.
За выдающиеся спортивные результаты на Универсиаде-2013 награждён почетной грамотой президента Российской Федерации.
Студент КГУФКСТ.